# Sorry Not Sorry (Demi Lovato)
Sorry Not Sorry è un singolo della cantante statunitense Demi Lovato, pubblicato l'11 luglio 2017 come primo estratto dal sesto album in studio Tell Me You Love Me.

## Descrizione e produzione
La canzone fu scritta da Warren "Oak" Felder, Sean Douglas, Trevor Brown, William Zaire Simmons e dalla stessa interprete per il sesto album in studio di quest'ultima, Tell Me You Love Me. La produzione fu affidata a Oak e con la co-produzione di "Downtown" Trevor Brown e Zaire Koalo. Fu registrata con l'aiuto di Jose Balaguer e Oak rispettivamente nei Westlake Recording Studios e SuCasa Recording, entrambe situate in Los Angeles. L'ingegneria fu compiuta da Jose Balaguer, Oak e Chris Galland, accompagnati da Nicole "Coco" Llorens e assistita da Keith "Daquan" Sorrells. Manny Marroquin concluse il missaggio, assistito da Robin Florent e Scott Desmarais. Chris Gehringer e Will Quinnell si occuparono del mastering agli Sterling Sound Studios. Tutti e quattro i co-autori eseguirono un coro. Oak Felder si occupò delle tastiere e dell'arrangiamento. Felder e Brown programmarono il sintetizzatore, mentre Koalo programmò la batteria.
Felder rivelò al Songwriter Universe che il concetto della traccia fu ispirato da una sua conversazione al telefono con la moglie, alla quale Lovato si sentì "connessa". Aggiunse che "è collegato specificamente per lei, perché nel suo passato ci sono molte cose che la gente sta cercando di farla scusare".
Stefan Johnson del team di produzione The Monsters and the Strangerz disse a Variety che Lovato, a maggio, era indecisa se scegliere una traccia chiamata The Middle o Sorry Not Sorry come singolo apripista. Scelse la seconda, poiché riteneva la prima fosse troppo pop e lei stava cercando di avvicinarsi al soul. Tuttavia la traccia fu poi registrata dal produttore discografico tedesco Zedd con il duo statunitense Grey e la cantante statunitense Maren Morris.
Lovato disse a Noisey che aveva sempre voluto Sorry Not Sorry come primo singolo estratto da Tell Me You Love Me ma internamente sentiva che la title track era una scelta migliore perché emotiva e vulnerabile. Fece poi ascoltare entrambe le tracce al fondatore della Roc Nation, a cui il suo management Philymack era associato, Jay-Z. Egli scelse Sorry Not Sorry perché era spensierata. Disse che molte persone la vedevano sempre emotiva e mai vederla divertire. Lovato ed altre persone si trovarono d'accordo con la sua opinione.
Il 14 luglio 2023 è stata pubblicata una versione rock della canzone, reinterpretata dalla cantante stessa con la collaborazione di Slash, chitarrista dei Guns N' Roses.

## Pubblicazione
Il 29 giugno 2017 Lovato pubblicò tre foto sui suoi account Instagram e Twitter mostrando l'acronimo "SNS", dando luogo a speculazioni relative ad un possibile nuovo singolo. Cinque giorni dopo la cantante confermò la pubblicazione di una canzone con un video su Instagram ed anticipò uno strumentale della canzone. Il giorno dopo postò un video su Twitter rivelandone il titolo. Lovato spiegò ad Amazon Music che Sorry Not Sorry era un brano per i detrattori, con il messaggio che "ora la sua vita andava bene" e non le importava se loro si trovavano in un momento difficile.

## Promozione
Lovato ha presentato Sorry Not Sorry dal vivo per la prima volta in televisione il 18 agosto 2017 al Good Morning America, per poi eseguire il brano il 27 agosto dello stesso anno agli MTV Video Music Awards in un'esibizione pre-registrata.

## Video musicale
Il video musicale, diretto da Hannah Lux Davis, è stato reso disponibile il 19 luglio 2017. Il video conta l'apparizione di Paris Hilton, Wiz Khalifa e Jamie Foxx.

## Tracce
Download digitale
1. Sorry Not Sorry – 3:23

Download digitale – Freedo Remix
1. Sorry Not Sorry (Freedo Remix) – 3:44

Download digitale – Acoustic
1. Sorry Not Sorry (Acoustic) – 3:25

## Successo commerciale
Sorry Not Sorry ha debuttato alla 52ª posizione della Billboard Hot 100 con tre giorni di conteggio. La settimana seguente, è salito alla 23ª posizione grazie a 43 000 copie digitali e 15.6 milioni di riproduzioni in streaming, regalando alla cantante la posizione più alta raggiunta da Confident. Nella pubblicazione del 14 ottobre 2017, il brano è diventato il primo singolo dell'interprete ad entrare in top ten dal 2013, nonostante un lieve calo in streaming, dopo aver registrato un rialzo del 4% nelle vendite digitali e un notevole incremento in percentuale degli ascoltatori radiofonici. La posizione più alta raggiunta dal brano si è vista nella pubblicazione del 11 novembre 2017, quando è salito dalla 7ª posizione alla 6ª, dopo aver garantito la posizione numero 4 nella Radio Songs, grazie a 88 milioni di ascoltatori radiofonici.

## Classifiche

### Classifiche settimanali
| Classifica (2017) | Posizione massima |
| ----------------- | ----------------- |
| Australia         | 8                 |
| Austria           | 45                |
| Belgio (Fiandre)  | 52                |
| Belgio (Vallonia) | 51                |
| Canada            | 18                |
| Croazia           | 76                |
| Danimarca         | 33                |
| Filippine         | 31                |
| Francia           | 86                |
| Germania          | 62                |
| Grecia            | 14                |
| Irlanda           | 8                 |
| Italia            | 58                |
| Lettonia          | 65                |
| Malaysia          | 14                |
| Norvegia          | 17                |
| Nuova Zelanda     | 6                 |
| Paesi Bassi       | 39                |
| Portogallo        | 17                |
| Regno Unito       | 9                 |
| Repubblica Ceca   | 18                |
| Slovacchia        | 20                |
| Spagna            | 70                |
| Stati Uniti       | 6                 |
| Svezia            | 34                |
| Svizzera          | 47                |
| Ungheria          | 20                |

### Classifiche di fine anno
| Classifica (2017) | Posizione |
| ----------------- | --------- |
| Australia         | 43        |
| Brasile           | 76        |
| Canada            | 51        |
| Norvegia          | 93        |
| Nuova Zelanda     | 47        |
| Portogallo        | 51        |
| Regno Unito       | 82        |
| Stati Uniti       | 47        |
| Ungheria          | 59        |
| Classifica (2018) | Posizione |
| Stati Uniti       | 64        |